# Dobos János (lelkész)
Dobos János (Óbuda, 1804. április 14. – Cegléd, 1887. február 3.) református lelkész.

## Élete
A református felekezetű nemesi származású Dobos család sarja. Dobos István és litterati Mádi Erzsébet fia volt. 1816-ban Kecskemét régi kollégiumába vitték a gymnasiumi tanfolyamra. 1819-ben Debrecenbe ment a bölcselet és teológia hallgatására; ott tanult olaszul és franciául; 1826–1828-ban Lovasberényben, Fejér vármegyében volt akadémiai rector; ekkor visszatért a szülői házhoz és 1829-ben letette a papi vizsgát. 1831-ben Óbudán atyja helyére lelkészül választották és ott volt 1844-ig. Ezidőtájt a pesti református és evangélikus egyháznak lelkészei, Török Pál és Székács József közelebbi viszonyba léptek vele; együtt vitatták meg az akkori nagy eszméket, a protestáns uniót, zsinattartást, új szervezést, a Pesti protestáns egyetem ügyét; 1844 őszén Kömlődre, Komárom vármegyébe vitték papnak; 1845-ben Pécelen lett lelkész. Az 1847–1848. országgyűlésre egyik országgyűlési lelkésznek hívták meg.
1852 tavaszán Tótfalun (a Szentendrei-szigeten) lett pap; 1851. január 20.-án nősült másodszor, Csokonai Vitéz József (1783-1860) és Tóth Lidia (1783-1855) lányával, Csokonai Vitéz Zsuzsánnával (1820-1896), Csokonai Vitéz Mihály unokahúgával (első neje Storch Katalin 1849-ben halt el). Ez időtájt két ízben érte tűz, mely könyveit és kéziratait elhamvasztotta. 1854-ben Ceglédre vitték papnak; az ő idejében épült az ottani nagy templom; részt vett az egyházkerület ügyeinek intézésében is, mely őt aljegyzőül, majd főjegyzőül választotta. Midőn az 1876. év végén Cegléd városa Kossuth Lajost egyhangúlag képviselőjéül választá s elhatározta, hogy a meghívólevelet egy küldöttség által nyújtja át a nagy hazafinak, a százas küldöttség vezetőjéül és szónokául (1877. január) Dobost választották. A ceglédi egyház 1879 tavaszán ülte meg 25 éves helybeli s 50 éves lelkipásztori hivataloskodásának jubileumát. 1882-ben lemondott a főjegyzőségről.

## Házasságai és gyermekei
Első felesége Storch Katalin 1849-ben hunyt el. Tőle származott:
- Dobos László (Óbuda, 1835. június 3.–Szalkszentmárton, 1902. február 3.), szalkszentmártoni ev. református lelkész.[2] Neje Szabó Katalin.
- Dobos János (Óbuda, 1844. március 11. – Budapest, 1913. június 14.),[3] kapitány, majd Cegléd város levéltárosa. Neje: a persei Persay családból való persei Persay Anna (*Cegléd, 1859. március 10.–†Cegléd, 1915. február 27.).[4][5]

1851. január 20-án vette el Csokonai Vitéz Zsuzsánna (1820–Bia, 1896. október 25.) kisasszonyt, Csokonai Vitéz József (1783-1860), szadai tanító és Tóth Lidia (1783-1855) lányát; az apai nagyszülei Csokonai Vitéz József és Matolcsi Mária voltak. Dobos János lelkész és Csokonai Vitéz Zsuzsánna frigyéből született:
- Dobos Lídia (Pécel, 1851. szeptember 28.-†?)[7]
- Dobos Erzsébet (Cegléd, 1860. szeptember 9.–Csákvár, 1902. augusztus 17.).[8] Férje: Dézsi Mihály (Szalkszentmárton, 1859. január 2.–†Budapest, 1921. április 12.), csákvári ev. református lelkész, ev. református egyházmegyei tanácsbíró.[9][10][11][12]

## Munkái
- Gyászemlék néhai főtiszt. Báthory Gábor dunamelléki superintendens… koporsója felett. Pesten júl. 17. 1842. Kecskemét, 1842
- Lelki énekek. Albertini után. Pápa, 1842
- Az 1848. országgyűlést bezáró beszéd. Pozsony. 1848
- Stromszky Adolf honvédhadnagy felett. Péczelen 1849
- Bibliai történetek a h. h. ifjúság számára. Pest, 1851 (Ism. Vasárnapi Ujság 1879. 43. sz. 2. kiadás 1854. 4. k. 1860. 5. k. 1863. Uo. 8. k. Bpest, 1876)
- Keresztyén imák a házi ájtatosság növelésére és a protestáns keresztyén felekezetek használatára. Uo. 1855. (Ism. P. Napló 139. sz. Fabó 2. kiadás 1890. Bpest)
- Halotti beszéd, melyet Mihó László végtisztessége alkalmával elmondott. Kecskemét, 1856 (Imák és gyászbeszédek cz. munkában, többekkel együtt.)
- Egyházi beszédek. A földmívelő házánál és házon kívül. Pest, 1860 (Ism. Prot. Egyh. és Isk. Lap)
- Az úri ima, a keresztyénség magasabb szempontjából. Uo. 1861
- A gyermek imái és első vallásos érzelmei. Uo. 1861 (Ism. Prot. Egyh. és Isk. Lap. 2. kiadás. Bpest, 1874. 3. k. 1876. Uo.)
- Homiliák régibb és legujabb modorban. Uo. 1862 (2. kiadás. Uo. 1873)
- Az Isten emberének benső küzdelmei. Kecskemét, 1863 (Egyházi gyászbeszédek… nagytiszt. Szilády László halasi ref. lelkész vigtisztességtételén Halason, 1862. jún. 9. Szász Károly ref. lelkész beszédével együtt)
- Egyházi beszédei. Kiadja (fia) Dobos László. Bpest, 1885–87. Négy kötet.

Kovács Ödönnek Vallásbölcsészet kézikönyvét (Bpest, 1877–78.) revideálta Fejes Istvánnal együtt
Debrecen tájáról 26 darab népdalt küldött be Erdélyi János Népdalok és Mondák című gyűjteménye számára
Szerkesztette az Egyházi Almanachot 1862-ben, a dunamelléki református egyházkerület meghagyásából (Pest, 1863)
Kéziratban: számos egyházi beszéd történeti s philosophiai jegyzetekkel.
Számos vezércikke és kritikai dolgozata jelent meg a Prot. Egyh. és Isk. Lap régibb és ujabb folyamaiban (1842. Hierarchia a prot. egyházban, mellyel 221/2 arany jutalmat nyert, 1843. A frankhoni prot. egyház rövid történeti rajza, A presbyteri elvek szerinti reform szükséges volta; 1844. Rövid vázlata a theol és vallásosság jelen állásának Némethonban; 1845. Tájékozások a porosz evangelikus egyházban és mennyire lehet a magyarhoniban; 1846. birálatai Bujdosó Mihály névvel; az ujabb folyamokban Ne zsinatoljatok, később Nostradamus és Huhogó név alatt irt cikkeket). A Pesten fölállítandó protestáns főiskola tanítási rendszerét tárgyazó pályamunkákban (Kecskemét, 1843. II. kötete Spiller P. német munkájának kivonatban fordítása, tiszteletdíjat nyert pályamunka); irt még a Társalkodóba (1847.), Vasárnapi Ujságba 1857–59. 1870. 1876–77. Egressy Gábor emléke), Házi Kincstárba (1861. Kalas János életrajza), Prot. Tudom. Szemlébe (IV. 1872.), a Keresztyén Családba és a Protestáns Naptárba (1856. költemény.) Egyházi beszédei a Török-Székács-féle Egyházi beszédek II. kötetében (Pest, 1845.) és Lelkészi Tárban (Pest, 1854.), Fördős Papi Dolgozataiban, Szász Károly Különféle papi dolgozataiban (Uj folyam, Pest, 1860. 1. füzet) s Kecskeméti Lelkészi Tárában, Czelder Ev. Lelkészi tárában és Figyelőjében jelentek meg.